# NGC 7257
NGC 7257 (NGC 7260) é uma galáxia espiral barrada (SBbc) localizada na direcção da constelação de Aquarius. Possui uma declinação de -04° 07' 15" e uma ascensão recta de 22 horas, 22 minutos e 36,5 segundos.
A galáxia NGC 7257 foi descoberta em 1 de Outubro de 1864 por Albert Marth.